# Светлозар Лазаров
Светлозар Лазаров е български полицай, главен секретар на МВР от 2013 до 2015 г.

## Биография
Роден е на 21 януари 1974 г. в Горна Оряховица. Завършва право в Югозападния университет в Благоевград. През 1999 г. влиза в системата на МВР като служител на Специализирания отряд за борба с тероризма (СОБТ). От 2002 г. е разузнавач в Националната следствена служба, като достига до началник на сектор. От април 2008 до юни 2013 г. е началник на отдел в Държавна агенция „Национална сигурност“. От юни 2013 до март 2015 г. е главен секретар на МВР. След това е бил главен координатор на партия „Атака“.